# Glòria Roig i Fransitorra
Glòria Roig i Fransitorra (Barcelona, 18 de desembre de 1936 - 15 de febrer de 2008) fou una actriu de ràdio, teatre, cinema i televisió i dobladora de cinema en català i en castellà.

## Biografia

### Família
Roig va néixer a Barcelona (Barcelonès) el 18 de desembre de 1936. Els seus pares, Albina Francitorra Aleñà i Tomàs Roig i Llop, eren escriptors així com la seva germana Montserrat Roig. Era vídua de l'actor José Luis Martínez Sansalvador, amb qui va tenir quatre fils: Àlex, Cèsar,  Glòria i Xavier.

### Trajectòria
Glòria Roig va estudiar a l'Institut del Teatre els anys 1953 i 1954. Va començar la seva activitat professional a ràdio Barcelona, on va fer-se popular per la seva interpretació de la ranita, en els contes de l'espai infantil Tambor, que s'emetien al migdia; la seva veu, juntament amb la d'Esperanza Navarro i la de Mercedes Pastor, eren ben conegudes per la mainada. També a ràdio Barcelona, a mitjan de la dècada de 1950 va presentar, amb Miguel Ángel Cos, el programa benèfic setmanal El caso del sábado. En televisió la seva popularitat comença amb la interpretació del personatge de la Marquesa a la sèrie Doctor Caparrós el 1979.
Actriu molt coneguda al Principat de Catalunya, representà el monòleg escrit per la seva germana Montserrat conegut amb el nom de Reivindicació de la senyora Clito Mestres, espectacle estrenat al Teatre Romea el 1991 que va obtenir un gran èxit entre el públic i la crítica.
Dedicada especialment al doblatge, va intervenir en diverses pel·lícules donant veu a actrius com ara Bette Davis, Faye Dunaway, Glenn Close, Miranda Richardson o Sally Field (Forrest Gump). A més, va doblar Yootha Joyce com a Mildred Roper a la comèdia de situació britànica Els Roper, i va participar en la sèrie d'animació d'Els bobobobs en el personatge de Petronella. Una de les darreres pel·lícules en la que va participar com a actriu fou La educación de las hadas, de José Luis Cuerda l'any 2006.
Roig morí a Barcelona el 15 de febrer de 2008 i fou enterrada al cementiri de les Corts.

## Produccions

### Televisió
- Doctor Caparrós
- L'un per l'altre

### Teatre
- 1960. Marido en zapatillas de Noel Clarasó. Estrenada al Teatre Alexis de Barcelona.
- 1960. Partida a cuatro de N. Manzari i A. Lozano Borroy. Teatre Alexis de Barcelona.
- 1966. Un tal señor Blot d Robert Broca, adapatació de Jauume Salom, a partir de la novel·la de Pierre Daninos. Teatre Poliorama de Barcelona. Direcció de Josep Maria Loperena.
- Reivindicació de la senyora Clito Mestres, monòleg original de Montserrat Roig.

### Cinema
- 2006. La educación de las hadas